# Перкинс, Джон
Джон Перкинс (англ. John Perkins) (род. 28 января 1945 года в Хановере, штат Нью-Гэмпшир, США) — американский экономист, писатель и активист.

## Биография
В 1968—1970 годах был добровольцем Корпуса мира в Эквадоре. Этот опыт дал ему толчок к исследованиям экономических процессов и началу писательской деятельности.
В 1970-е годы работал главным экономистом крупной консалтинговой фирмы Chas. T. Main Inc., оказывал услуги Всемирному банку, ООН, МВФ, министерству финансов США, компаниям Fortune 500, правительствам стран Азии, Африки, Латинской Америки и Ближнего Востока.
В 1980-е годы Перкинс возглавлял компанию, которая одной из первых в США занималась производством электроэнергии из угольного шлама.
С 1990-х годов Перкинс уделяет много времени не только лекциям и написанию книг, но и коалиции «Дримчейндж», «Союзу Пачамамы» и другим некоммерческим организациям, которые стремятся сохранить жизнеспособность нашей планеты, посеять на ней справедливость и мир.

## Творчество
В его наиболее известной книге — «Исповедь экономического убийцы», изданной в 2004 году, публикуется инсайдерская информация по эксплуатации или нео-колонизации стран третьего мира. Этот процесс Перкинс описывает как интриги корпораций, банков и правительства Соединенных Штатов.
В его книге «Тайная история американской империи», вышедшей в 2007 году, представляется большое количество доказательств отрицательного влияния глобальных корпораций на экономику и экологию бедных стран.
Несмотря на сенсационность заявлений Перкинса, книга «Исповедь экономического убийцы» не содержит доказательств правдивости его заявлений. Критики обвиняли экономическую часть книги в поверхностности, дилетантстве, фактических ошибках и конспирологических домыслах
Джон Перкинс, помимо книг об экономике и геополитике, написал ряд книг о культуре аборигенов, а также о личностном и глобальном преобразовании — «Психонавигация», «Дух шуаров», «Без стресса», «Мир таков, каким ты его видишь» и «Смена облика». 